# Johann Valentin Tischbein

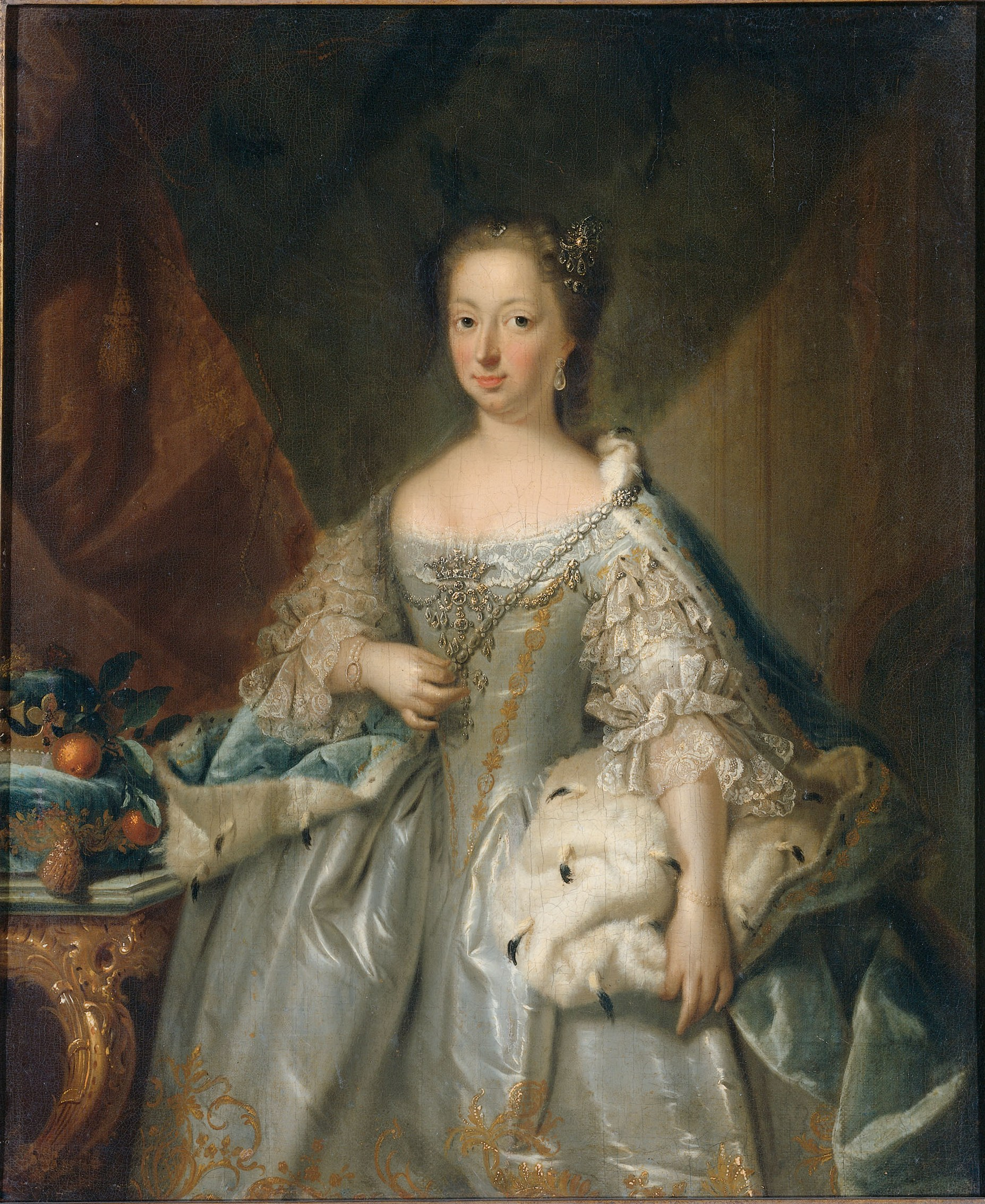
Porträtt av Anna av Storbritannien, 1753.

Johann Valentin Tischbein, född den 11 december 1715 i Haina, död den 24 april 1768 i Hildburghausen, var en tysk målare av konstnärsfamiljen Tischbein.

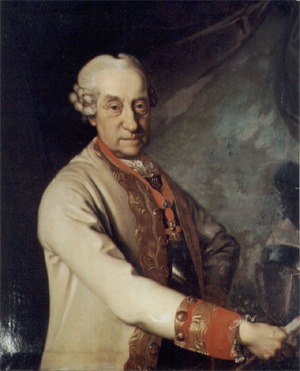
Porträtt av Josef Fredrik av Sachsen-Hildeburghausen.

Tischbein var bror till bland andra Johann Heinrich Tischbein den äldre. Sin lärotid (1729–1736) tillbringade han hos hovmålaren Johann Christian Fiedler i Darmstadt och Johann Georg von Freese i Kassel. Från 1741 var han anställd som hovmålare hos greven av Solms-Laubach. 
Från 1744 till 1747 eller 1750 var Tischbein hovmålare hos till fursten av Hohenlohe-Kirchberg i Kirchberg an der Jagst. Därefter begav han sig till nederländska Maastricht, där hans son Johann Friedrich August föddes 1750. Samma år flyttade han till Den Haag. 
Först 1764 återvände han till Tyskland. Han var verksam som lantgrevlig hessisk teatermålare i Kassel. Parallellt med det arbetet var han även hovmålare hos hertig Ernst Fredrik II av Sachsen-Hildburghausen. Av hans verk finns såväl porträtt som teaterdekorationer i behåll.